# Ludwika Mieszkowska
Ludwika Mieszkowska z domu Szymańska (ur. 18 czerwca 1921 w Warszawie, zm. 24 marca 1996 tamże) – polska technik elektroniki, poseł na Sejm PRL VI i VII kadencji.

## Życiorys
Córka Ludwika i Marianny. Uzyskała wykształcenie zasadnicze zawodowe. Podczas powstania warszawskiego wywieziono ją do obozu Mauthausen, a potem na roboty rolne w okolice Scherdung. Po powrocie do Polski była technikiem i kontrolerem jakości w Zakładach Wytwórczych Lamp Elektrycznych im. Róży Luksemburg w Warszawie.
W 1947 wstąpiła do Polskiej Partii Robotniczej, a w 1948 przystąpiła wraz z nią do Polskiej Zjednoczonej Partii Robotniczej, gdzie zasiadała w Komitecie Zakładowym i w egzekutywie oddziałowej organizacji partyjnej. Była też przewodniczącą rady zakładowej. W 1972 i 1976 uzyskiwała mandat posła na Sejm PRL w okręgu Warszawa-Wola. Przez dwie kadencje zasiadała w Komisji Zdrowia i Kultury Fizycznej, a w trakcie VII kadencji ponadto w Komisji Administracji, Gospodarki Terenowej i Ochrony Środowiska.

## Odznaczenia
- Krzyż Kawalerski Orderu Odrodzenia Polski
- Srebrny Krzyż Zasługi
- Brązowy Krzyż Zasługi
- Medal 30-lecia Polski Ludowej
- Brązowy Medal „Za zasługi dla obronności kraju”